# Ośrodek Dokumentacji i Studiów Społecznych
Ośrodek Dokumentacji i Studiów Społecznych (ODiSS) – polski katolicki ośrodek naukowy utworzony w kwietniu 1967 r. z inicjatywy Janusza Zabłockiego i grupy działaczy katolickich związanych z warszawskim KIK-iem i zespołem redakcyjnym miesięcznika „Więź”.

## Historia
Ośrodek został powołany, aby dokumentować i inspirować studia poświęcone reformom Soboru Watykańskiego II. Z czasem cel ten został uzupełniony o studia nad nauką społeczną Kościoła i starania mające na celu reaktywowanie w Polsce katolicyzmu społecznego oraz ruchu chrześcijańsko-demokratycznego.
Pierwszym przewodniczącym Rady Programowej Ośrodka został Jerzy Zawieyski, prezes KIK. Po jego śmierci w 1969 r. nowym przewodniczącym został Konstanty Łubieński.
Od 1969 r. Ośrodek zaczął wydawać dwumiesięcznik, a następnie miesięcznik „Chrześcijanin w Świecie” (redaktorzy naczelni Janusz Zabłocki, Rudolf Buchała, Jerzy Skwara, Piotr Nitecki). W 1972 r. została powołana Rada Naukowa z prof. Czesławem Strzeszewskim jako przewodniczącym. W tym samym roku Rada Naukowa ustanowiła coroczną Nagrodę ODiSS oraz powołała do życia dorocznie Dni Społeczne. W 1973 r. z inicjatywy Ośrodka odbyła się pierwsza konferencja „Dialog i Współpraca”, w której udział wzięli działacze chrześcijańsko-demokratyczni z Europy Zachodniej. W 1974 r. została powołana przy ODiSS Rada Społeczna, która dwa lata później wskazała swoich kandydatów do sejmu. W 1975 r. zainaugurował działalność zespół Młoda Inteligencja Katolicka. W 1979 r. przy ODiSS powstał Ośrodek Badań Nad Pokojem, którego szefem został ks. prof. Joachim Kondziela. W 1980 r. zaczął być wydawany poza cenzurą biuletyn „Ład”, który w roku następnym przekształcił się w dwutygodnik, a następnie tygodnik pod tym samym tytułem (redaktorzy naczelni Witold Olszewski, Jerzy Skwara, Maciej Łętowski). W 1981 r. z inicjatywy środowiska ODiSS został utworzony Polski Związek Katolicko-Społeczny, którego prezesem został Janusz Zabłocki. W 1982 r. rozpoczął działalność Ośrodek Badawczo-Wydawniczy Myśli Społecznej kardynała Stefana Wyszyńskiego.
W stanie wojennym środowisko ODiSS dotknęły liczne represje (odebranie tygodnika „Ład”, utrata wpływu na PZKS, odebranie mandatu poselskiego dyrektorowi Januszowi Zabłockiemu). W 1988 r. z inicjatywy środowiska ODiSS powstał Klub Chrześcijańsko-Demokratyczny, a w 1989 r. reaktywowało działalność w Polsce Stronnictwo Pracy z prezesem Władysławem Siła-Nowickim.
ODiSS był placówką prowadzoną przez świeckich katolików, którzy utrzymywali ścisłą łączność z władzami kościelnymi. Prymasi Polski Stefan Wyszyński i Józef Glemp delegowali asystentów kościelnych do redakcji „Chrześcijanina w Świecie” (ks. Stanisław Kowalczyk) i „Ładu” (ks. Ryszard Śliwiński, ks. Jerzy Lewandowski). Co jakiś czas prymasi Polski przyjmowali na audiencjach kierownictwo Ośrodka i jego redakcje; redaktorzy pism brali udział w Konferencjach Redaktorów Naczelnych Prasy Katolickiej przy Sekretariacie Episkopatu Polski. Dyrektor Janusz Zabłocki był także przyjmowany na prywatnych audiencjach w Watykanie przez papieży Pawła VI i Jana Pawła II.
Ośrodek miał udziały w przedsiębiorstwie „Libella” utworzonym w 1958 r. z inicjatywy Janusza Zabłockiego, którego zyski finansowały działalność instytucji katolickich.

## Pracownicy, współpracownicy
Wacław Auleytner, Edward Balawajder, Ryszard Bender, Janusz Bieniak, Jan Boguszewski, Juliusz Braun, Rudolf Buchała, Zygmunt Drozdek, Andrzej Deskur, Krzysztof Eychler, Włodzimierz Fijałkowski, Marek Hołubicki, ks. Helmut Juros, Przemysław Kłosiewicz, ks. Joachim Kondziela, ks. Stanisław Kowalczyk, Maciej Łętowski, Andrzej Machalski, Adam Markowski, ks. Franciszek Mazurek, ks. Stanisław Olejnik, Jerzy Ozdowski, Piotr Nitecki, Walerian Piotrowski, Hanna Przeciszewska, Barbara Różycka-Zarycka, Jerzy Skwara, ks. Tadeusz Ślipko, Elżbieta Stróżczyk, Czesław Strzeszewski, Maciej Walicki, Zbigniew Wierzbicki, Eugeniusz Wiśniowski, Jerzy Wratny, Janusz Zabłocki, Tadeusz Zembrzuski, Zbigniew Zieliński.